# Michaela Wenig
Michaela Wenig (* 14. Juni 1992 in Bad Tölz) ist eine ehemalige deutsche Skirennläuferin. Sie war auf die Disziplinen Super-G und Abfahrt spezialisiert und gehörte dem B-Kader des Deutschen Skiverbandes an.

## Biografie
Wenig stammt aus dem Lenggrieser Ortsteil Winkl. Im Dezember 2007 begann sie, an FIS-Rennen teilzunehmen. Aufgrund guter Ergebnisse wurde sie vom Deutschen Skiverband ausgewählt, beim Europäischen Olympischen Winter-Jugendfestival in Szczyrk zu starten. Dort gewann sie im Slalom die Bronzemedaille. Am 20. November 2009 startete Wenig erstmals bei einem Europacup-Rennen und fuhr auf Anhieb auf den sechsten Platz. Im Jahr 2010 nahm sie erstmals an Juniorenweltmeisterschaften teil. Nach einem guten Saisonstart 2010 musste sie diese jedoch aufgrund einer Verletzung beenden, nach elf Monaten Rennpause gab sie ihr Comeback. Seitdem startet sie überwiegend in den Speed-Disziplinen.
In der Saison 2011/12 konnte Wenig ihre ersten Siege bei FIS-Rennen verbuchen und gewann den deutschen Jugendmeistertitel in der Abfahrt. Ihren ersten Weltcup-Einsatz absolvierte sie am 30. November 2012 in Lake Louise, wo sie in der Abfahrt Platz 47 belegte. In dieser Saison startete sie noch zwei weitere Male im Weltcup. Ihre besten Platzierungen in dieser Saison waren der fünfte Platz in der Abfahrt beim Europacup-Rennen in Jasná und der Sieg bei den deutschen Jugendmeisterschaften in der Abfahrt. In der Saison 2013/14 war Wenig öfter bei Weltcuprennen am Start. Am 29. November 2013 holte sie mit Platz 29 in der Abfahrt von Beaver Creek erstmals Weltcuppunkte, am 23. Januar 2014 gelang ihr beim Super-G von Spital am Pyhrn die erste Europacup-Podestplatzierung. Ebenso gewann sie den deutschen Meistertitel in der Abfahrt.
Seit August 2014 ist Wenig Mitglied des Zoll-Ski-Teams. In der Weltcupsaison 2014/15 fuhr sie zweimal in die Punkteränge. Erfolgreicher war sie im Europacup, als sie zwei Podestplätze in den Abfahrten von Soldeu erzielte. Dies ergab den vierten Platz in der Disziplinenwertung. Zum Abschluss der Saison kamen zwei deutsche Meistertitel hinzu. Sie erkrankte daraufhin an Pfeifferschem Drüsenfieber und verpasste dadurch fast die gesamte Saison 2015/16. Wieder genesen, fuhr sie in der Weltcupsaison 2016/17 viermal in die Punkteränge. Im März 2018 wurde sie erneut zweifache Deutsche Meisterin.
Das beste Weltcupergebnis gelang Wenig am 18. Dezember 2018 mit Platz 5 in der Abfahrt von Gröden. Am 6. April 2021 gab sie wegen anhaltenden Hüftbeschwerden ihren Rücktritt vom aktiven Skirennsport bekannt.

## Erfolge

### Weltmeisterschaften
- Åre 2019: 12. Abfahrt

### Weltcup
- 1 Platzierung unter den besten zehn

### Weltcupwertungen
| Saison  | Gesamt | Gesamt | Abfahrt | Abfahrt | Super-G | Super-G | Kombination | Kombination |
| Saison  | Platz  | Punkte | Platz   | Punkte  | Platz   | Punkte  | Platz       | Punkte      |
| ------- | ------ | ------ | ------- | ------- | ------- | ------- | ----------- | ----------- |
| 2013/14 | 118.   | 2      | 51.     | 2       | –       | –       | –           | –           |
| 2014/15 | 104.   | 9      | 43.     | 4       | 51.     | 5       | –           | –           |
| 2016/17 | 98.    | 24     | 40.     | 24      | –       | –       | –           | –           |
| 2017/18 | 77.    | 56     | 34.     | 29      | 37.     | 25      | 41.         | 2           |
| 2018/19 | 60.    | 103    | 22.     | 97      | 44.     | 6       | –           | –           |
| 2019/20 | 84.    | 35     | 36.     | 28      | 48.     | 7       | –           | –           |

### Europacup
- Saison 2014/15: 4. Abfahrtswertung
- 3 Podestplätze

### Juniorenweltmeisterschaften
- Québec 2013: 18. Abfahrt

### Weitere Erfolge
- 5 deutsche Meistertitel (Abfahrt 2014, 2015 und 2018, Super-G 2015 und 2018)
- 1 deutscher Juniorenmeistertitel (Abfahrt 2014)
- 2 deutsche Jugendmeistertitel (Abfahrt 2012 und 2013)
- Europäisches Olympisches Jugendfestival 2009: 3. Slalom, 5. Riesenslalom
- 12 Siege in FIS-Rennen